# 鈴木透
鈴木 透（すずき とおる、1964年 - ）は、日本の文化人類学者。慶應義塾大学法学部教授。専門はアメリカ文学・アメリカ文化研究。

## 略歴
東京都出身。1987年慶應義塾大学文学部卒業。1992年同大学院文学研究科英米文学専攻博士課程単位取得退学。
1993年慶大法学部専任講師、1996年助教授、2001年教授。

## 著書
- 『現代アメリカを観る 映画が描く超大国の鼓動』（丸善ライブラリー、1998年）
- 『新・アメリカ研究入門』（矢野重喜編、成美堂、2001年）
- 『実験国家 アメリカの履歴書』（慶應義塾大学出版会、2003年＜第2版2016年＞）
- 『性と暴力のアメリカ 理念先行国家の矛盾と苦悶』（中公新書、2006年）
- 『スポーツ国家アメリカ 民主主義と巨大ビジネスのはざまで』（中公新書、2018年）
- 『食の実験場アメリカ ファーストフード帝国のゆくえ』（中公新書、2019年）